# دهغاه (درة صيدي)
دهغاه (بالفارسية: دهگاه) هي مستوطنة تقع في إيران في قسم درة صیدي الريفي. يقدر عدد سكانها بـ 848 نسمة .